# Caiazzo (cognome)
Caiazzo è un cognome di lingua italiana.

## Varianti
Caiatino, Caiazza, Caiazzi, Cajazza, Cajazzo.

## Origine e diffusione
Il cognome è tipicamente centro-meridionale.
Potrebbe derivare dal toponimo Caiazzo, dalla radice cala, "rocca".
La variante Caiazza è siciliana; Caiazzi è laziale.

## Persone
- Antonio Giuseppe Caiazzo – arcivescovo cattolico italiano
- Luca Caiazzo, noto come Lucariello – rapper italiano
- Ottavio Caiazzo – militare italiano
- Paolo Caiazzo – attore e cabarettista italiano
- Massimiliano Caiazzo – attore italiano